# Trisetipsylla bengalinsis
Trisetipsylla bengalinsis är en insektsart som först beskrevs av Mathur 1975.  Trisetipsylla bengalinsis ingår i släktet Trisetipsylla och familjen rundbladloppor. Inga underarter finns listade i Catalogue of Life.